# Les Marêts
Les Marêts és un municipi francès, situat al departament de Sena i Marne i a la regió de Illa de França. L'any 2007 tenia 152 habitants.
Forma part del cantó de Provins, del districte de Provins i de la Comunitat de comunes del Provinois.

## Demografia

### Població
El 2007 la població de fet de Les Marêts era de 152 persones. Hi havia 44 famílies, de les quals 4 eren unipersonals (4 homes vivint sols), 16 parelles sense fills i 24 parelles amb fills.
La població ha evolucionat segons el següent gràfic:
Habitants censats

### Habitatges
El 2007 hi havia 66 habitatges, 46 eren l'habitatge principal de la família, 15 eren segones residències i 5 estaven desocupats. 65 eren cases i 1 era un apartament. Dels 46 habitatges principals, 38 estaven ocupats pels seus propietaris i 8 estaven llogats i ocupats pels llogaters; 1 tenia una cambra, 1 en tenia dues, 6 en tenien tres, 11 en tenien quatre i 27 en tenien cinc o més. 43 habitatges disposaven pel capbaix d'una plaça de pàrquing. A 20 habitatges hi havia un automòbil i a 26 n'hi havia dos o més.

### Piràmide de població
La piràmide de població per edats i sexe el 2009 era:
| Homes | Edats   | Dones |
| ----- | ------- | ----- |
| 0     | 95 o +  | 0     |
| 0     | 90 a 94 | 0     |
| 0     | 85 a 89 | 0     |
| 0     | 80 a 84 | 0     |
| 0     | 75 a 79 | 0     |
| 0     | 70 a 74 | 0     |
| 4     | 65 a 69 | 8     |
| 4     | 60 a 64 | 4     |
| 8     | 55 a 59 | 0     |
| 4     | 50 a 54 | 4     |
| 4     | 45 a 49 | 4     |
| 8     | 40 a 44 | 12    |
| 0     | 35 a 39 | 0     |
| 12    | 30 a 34 | 8     |
| 0     | 25 a 29 | 0     |
| 0     | 20 a 24 | 4     |
| 4     | 15 a 19 | 0     |
| 8     | 10 a 14 | 4     |
| 4     | 5 a 9   | 8     |
| 0     | 0 a 4   | 4     |

## Economia
El 2007 la població en edat de treballar era de 97 persones, 59 eren actives i 38 eren inactives. De les 59 persones actives 53 estaven ocupades (32 homes i 21 dones) i 6 estaven aturades (2 homes i 4 dones). De les 38 persones inactives 6 estaven jubilades, 8 estaven estudiant i 24 estaven classificades com a «altres inactius».
Activitats econòmiques
L'any 2000 a Les Marêts hi havia 5 explotacions agrícoles.

## Poblacions més properes
El següent diagrama mostra les poblacions més properes.